# Васил Ранков
 Тази статия е за географа.  За икономиста вижте Васил Ранков (икономист).  
Васил Иванов Ранков (изписване до 1945 година: Василъ Ивановъ Ранковъ) е български просветен деец, географ и революционер, деец на Върховния македоно-одрински комитет.

## Биография
Васил Ранков е роден през 1868 година в град Дупница, тогава в Османската империя. Завършва първия випуск на Априловската гимназия, след което се занимава с просветно дело и търговия. В 1893 година завършва история в Софийския университет. Автор е на редица учебници по география. Умира през 1942 година и е погребан в Централните софийски гробища.
Васил Ранков издава през 1903 година брошурата „Международното положение на македонския въпросъ“ (Печатница „Трудъ“, Пловдивъ). Публикува няколко учебника по география в съавторство с Пантелей Башев и няколко самостоятелно.